# Liste der denkmalgeschützten Objekte in Selzthal
Die Liste der denkmalgeschützten Objekte in Selzthal enthält die 6 denkmalgeschützten, unbeweglichen Objekte der Gemeinde Selzthal im steirischen Bezirk Liezen.

## Denkmäler
| Foto |                 | Denkmal                                                                                 | Standort                               | Beschreibung | Metadaten |
| ---- | --------------- | --------------------------------------------------------------------------------------- | -------------------------------------- | --- | --- |
| ja   | Datei hochladen | Kath. Pfarrkirche Herz Jesu HERIS-ID: 51797 Objekt-ID: 57588                            | Selzthal Standort KG: Selzthal         | Die Kirche wurde von 1888 bis 1891 nach den Plänen von Pater Giselnus Bethune mit den Plänen von August Ortwein zur Einrichtung erbaut und 1892 geweiht. 1972/1973 wurde die Kirche restauriert. Der neugotische Kirchenbau hat im Langhaus und Chor ein holzverschaltes Spitzbogengewölbe mit aufgelegten hölzernen Sternrippen. Auch die Orgelempore ist aus Holz. Der Turm am Chor trägt einen Spitzhelm. | BDA-Hist.: Q38047776 Status: § 2a Stand der BDA-Liste: 2025-06-30 Name: Kath. Pfarrkirche Herz Jesu GstNr.: .135 Pfarrkirche Herz Jesu, Selzthal                                  |
| ja   | Datei hochladen | Pfarrhof HERIS-ID: 98136 Objekt-ID: 114015                                              | Hauptstraße 17 Standort KG: Selzthal   | | BDA-Hist.: Q37771393 Status: § 2a Stand der BDA-Liste: 2025-06-30 Name: Pfarrhof GstNr.: 555/13                                                                                   |
| ja   | Datei hochladen | Gemeindeamt HERIS-ID: 98137 Objekt-ID: 114026                                           | Hauptstraße 19 Standort KG: Selzthal   | | BDA-Hist.: Q37771405 Status: § 2a Stand der BDA-Liste: 2025-06-30 Name: Gemeindeamt GstNr.: .128                                                                                  |
| ja   | Datei hochladen | Evangelisches Schul- und Bethaus HERIS-ID: 98138 Objekt-ID: 114027                      | Hauptstraße 45 Standort KG: Selzthal   | → Hauptartikel : Bethaus Selzthal f1 | BDA-Hist.: Q37771414 Status: § 2a Stand der BDA-Liste: 2025-06-30 Name: Evangelisches Schul- und Bethaus GstNr.: 529/12 Evangelisches Schul- und Bethaus (Selzthal)               |
| ja   | Datei hochladen | Rundlokschuppen mit Drehscheibe des Bahnhofes Selzthal HERIS-ID: 14481 Objekt-ID: 10718 | Heizhausweg Standort KG: Selzthal      | Der Rundlokschuppen mit Drehscheibe stammt aus der Zeit nach 1906, als der Bahnhof zu einem Abzweigbahnhof umgebaut wurde. | BDA-Hist.: Q64026474 Status: Bescheid Stand der BDA-Liste: 2025-06-30 Name: Rundlokschuppen mit Drehscheibe des Bahnhofes Selzthal GstNr.: .197 Rail transport turntable Selzthal |
| ja   | Datei hochladen | Inselbahnhof Selzthal (Mittelbahnsteig) HERIS-ID: 14479 Objekt-ID: 10716                | Bahnhofstraße 5b Standort KG: Selzthal | Der Bahnhof Selzthal entstand in seiner heutigen Form in den Jahren nach 1906, als er von Hans Granichstaedten zu einem Inselbahnhof umgebaut wurde. Zentrales Element ist eine rotlackierte Stahlkonstruktion über den Bahnsteigen. | BDA-Hist.: Q764148 Status: Bescheid Stand der BDA-Liste: 2025-06-30 Name: Inselbahnhof Selzthal (Mittelbahnsteig) GstNr.: .204 Inselbahnhof Selzthal                              |